# Konono N°1
Konono No 1 est un orchestre congolais, originaire de Kinshasa. Le groupe existe depuis la fin des années 1960. Fondé par Mingiedi Mawangu, virtuose du likembé (connu aussi sous le nom de sanza et parfois dénommé piano à pouces, composé de lamelles métalliques fixées à une caisse de résonance), le groupe se compose de trois likembés électriques (médium, aigu, basse) équipés de micros fabriqués à partir de vieux alternateurs de voiture, une section rythmique mêlant percussions traditionnelles et bricolées (couvercles de casseroles, pièces de voitures), trois chanteurs, trois danseurs et une sono munie de « lance-voix » (mégaphones) datant de l'époque coloniale.

## Histoire

### Origines
Les musiciens de Konono no 1 sont originaires du village de Damba, au nord de l'Angola. Le style musical du groupe emprunte largement aux musiques de transe bazombo mais il leur faut littéralement composer avec la distorsion du système d'amplification, au départ non voulue mais inévitable. 
Comme d'autres musiciens dits « tradi-modernes » (tels que ceux du groupe Kasai Allstars), les membres de Konono no 1 quittent la brousse pour s'établir dans la capitale et, afin de pouvoir continuer à assumer leur fonction sociale en se faisant entendre des ancêtres (et surtout de leurs concitoyens) au milieu du vacarme urbain, ils sont contraints d'électrifier leurs instruments en bricolant à partir d'objets trouvés. Cette amplification de fortune provoque une mutation radicale de leur son, qui les rapproche fortuitement  de l'esthétique du rock et de la musique électronique les plus « extrêmes », et séduit fortement le public du rock indépendant en Grande-Bretagne et aux États-Unis, où Congotronics, le premier album officiel du groupe, produit entre 2002 et 2003 à Kinshasa par Vincent Kenis et paru en 2004, figure dans les listes des meilleurs albums de l'année publiées par l'ensemble de la presse (du New York Times à The Independent en passant par Pitchfork, la BBC, et les listes personnelles d'artistes tels que Beck, Andrew Bird ou encore Animal Collective). 

### Années 2000
Konono No 1 avait auparavant enregistré un album live, Lubuaku, lors d'une tournée aux Pays-Bas en compagnie du groupe The Ex. En 2004, The Ex se sont inspirés du style musical de Konono no 1 sur leur album Turn (Theme from Konono). 
L'album Live at Couleur Café est paru en 2007, et est nommé aux Grammy Awards en 2008. Björk invite Konono no 1 sur son album Volta pour le titre Earth Intruders, produit par Timbaland et paru en single. Konono collabore également avec Herbie Hancock et figure sur son album The Imagine Project. La chanson Imagine, enregistrée en collaboration avec Konono No 1, Seal, Pink, Jeff Beck, India.Arie et Oumou Sangare, obtient le Grammy de la Best Pop Collaboration en 2011.
Assume Crash Position, le 2e album studio du groupe est lui aussi produit à Kinshasa par Vincent Kenis, et est paru en 2010.

### Depuis les années 2010
En 2010, Crammed Discs  produit Tradi-Mods vs. Rockers, un album composé d’interprétations et reprises en hommage aux groupes dits « Congotronics », enregistrées par 26 artistes issus des scènes électronique et indie-rock, dont notamment  Deerhoof, Animal Collective, Andrew Bird, Juana Molina, Shackleton[Lequel ?], Megafaun, Aksak Maboul, Mark Ernestus et d'autres.
En 2011, Konono No 1 obtient le Grammy de la « meilleure collaboration pop » pour sa participation au titre Imagine de Herbie Hancock (avec Seal, P!nk, India.Arie, Jeff Beck, Oumou Sangare, etc.). Toujours en 2011, Konono No 1 participe au projet Congotronics vs. Rockers, un supergroupe comprenant dix musiciens congolais et 10 musiciens de rock indépendant (dont des membres de Konono No 1, Deerhoof, Wildbirds and Peacedrums, Kasai Allstars, Skeletons, ainsi que Juana Molina et Vincent Kenis), qui collaborent à la création d'un répertoire commun, et se sont produits dans une quinzaine de grands festivals et salles de concert, dans 10 pays,,,,.
Mingiedi Mawangu, le fondateur du groupe, cesse de tourner avec Konono No 1 vers 2009, confiant les rênes de la formation à son fils Augustin Makuntima Mawangu, lui-même excellent joueur de likembe solo, qui développe encore davantage le son du piano à pouce électrifié par l'adjonction de diverses pédales d'effets.
En juillet 2016, le groupe joue en Roumanie, et apparaît à l'Outernational Days Festival de Bucarest,.
Mingiedi Mawangu décède le 15 avril 2015, à l'âge de 85 ans. Augustin Makoutima Mawangu, décède à son tour  le 13 octobre 2017. Son fils Bachelier, Makonda Mbute reprend alors la direction du groupe fin 2017. Mais en 2018, les pressions politiques sont telles que les membres du groupe se dispersent. Konono N°1 ne joue plus[réf. nécessaire].

## Accueil
- Ne ressemble à rien de connu dans la sphère des musiques africaines, scène congolaise comprise. Le Konono est une sorte de sound system D d'une redoutable efficacité, dont la brutalité sophistiquée marque durablement la conscience. (Les Inrockuptibles, France).

- Un univers sonique hallucinant, qui évoque à la fois le rock d'avant-garde et l'expérimentation électroacoustique. Des univers bien entendu parfaitement étrangers aux musiciens de Konono. (Libération, France).

## Discographie

### Albums studio
- 1978 : Zaire: Musiques Urbaines à Kinshasa (Ocora) (compilation enregistrée en 1978)
- 2004 : Lubuaku (Terp Records)
- 2004 : Congotronics (Crammed Discs)
- 2004 : Congotronics 2 (Crammed Discs, compilation contenant un titre original du groupe)
- 2007 : Live at Couleur Café (Crammed Discs)
- 2010 : Assume Crash Position (Crammed Discs)
- 2016 : Meets Batida (Crammed Discs)
- 2022 : Where's The One (par Congotronics International, le supergroupe composé de Konono No 1, Kasai Allstars, Juana Molina, Deerhoof, Skeletons, Wildbirds and Peacedrums et Vincent Kenis, Crammed Discs)

### Compilations et hommages
- 2019 : Kinshasa 1978 (Crammed Discs) (inclut un titre inédit enregistré en 1978, ainsi qu'un remix fait en 2019 par Martin Meissonnier, aux côtés de pièces interprétées par trois autres groupes de Kinshasa).
- 2010 : Tradi-Mods vs. Rockers (Alternative Takes on Congotronics) (Crammed Discs) (double CD comprenant des reprises, remixes et hommages à la musique de Konono N°1 et Kasai Allstars par 26 artistes issus des scènes rock et électronique)